# Лиманский хурул
Лиманский хуру́л — буддийский храм, находящийся в Лимане, Астраханская область.

## История
До конца XVIII века на территории Астраханской области строились кочевые хурулы, но уже в XIX веке было построено семь стационарных хурулов — по числу калмыцких улусов Астраханской губернии, а к концу 20-х годов XX века их количество возросло до 28. Во времена СССР почти всё хурулы были уничтожены.
На территории Астраханской области проживают десятки различных народов, одним из которых являются калмыки, в большинстве своем исповедующие буддизм и наиболее многочисленные в Лиманском районе Астраханской области.
По инициативе местных калмыков и при поддержке региональных властей в 1997 году в поселке пгт Лиман было начато строительство нового буддийского храма. Открытие хурула состоялось в 2003 году и было приурочено к 60-летней годовщине депортации калмыцкого народа. В память о калмыках, не вернувшихся из изгнания, на территории храма установлена мемориальная доска.

## Описание
В архитектуре хурула отражены основные символы буддийской веры: «Колесо учения»; барабаны «кюрдэ» с молитвами, помогающими достичь просветления; четыре ступы — символы мироздания. Внутри хурула находится «Золотая» статуя Будды высотой полтора метра.